# Diritti LGBT negli Emirati Arabi Uniti
Le persone LGBT sono legalmente perseguitate in: Dubai, Abu Dhabi, Ras al-Khaimah, Umm Al Quwain, Ajman, Fujairah e Sharjah, che insieme formano gli Emirati Arabi Uniti.
Tutte le relazioni sessuali al di fuori del matrimonio eterosessuale sono un crimine. Le punizioni vanno dal carcere, alle multe e alla deportazione se non si ha la cittadinanza. Anche l'adulterio e la fornicazione sono reati.

## Leggi sull'attività sessuale tra persone dello stesso sesso
L'articolo 354 del codice penale federale degli Emirati Arabi Uniti recita: "Chiunque commetta uno stupro su una donna o una sodomia con un maschio sarà punito con la morte".
Mentre le traduzioni inglesi del testo arabo sono in qualche modo in disputa, si ritiene generalmente che si tratti di una proibizione contro lo stupro e, possibilmente, sodomia consensuale.
Il codice penale federale, che segue la Sharia, non sostituisce il sistema legale di ciascun emirato, a meno che non sia contrario alla legge federale.
Quindi una persona potrebbe essere accusata del codice penale federale o di un codice penale locale (emirato). Nonostante la menzione della pena di morte da parte del codice penale, le esecuzioni per condotte sessuali tra persone dello stesso sesso non sono state attuate nel paese in tempi recenti.
Nel 2013 è stato annunciato che tutti i Paesi del Consiglio di cooperazione del Golfo avevano concordato di istituire una qualche forma di test, ancora sconosciuto, al fine di bandire e deportare gli stranieri omosessuali.

## Identità ed espressione di genere
Nel settembre 2016 il governo approvò il decreto federale n. 4 su una serie di modifiche per ridurre la responsabilità penale dei medici relative al cambiamento di genere. La nuova legge consente ai medici di eseguire un intervento chirurgico di riassegnazione del sesso, ma solo sulle persone intersessuali.

## Condizioni di vita
Il Rapporto sui diritti umani del Dipartimento di Stato degli Stati Uniti nel 2011 ha rivelato che:
La legge civile e la sharia criminalizzano l'attività omosessuale. Sotto la Sharia la pena di morte è la punizione per le persone che intraprendono una qualsiasi attività omosessuale consensuale. Non ci sono stati procedimenti giudiziari per attività omosessuali durante il 2011. A volte il governo sottoponeva le persone a terapie psicologiche e consulenze a causa della loro omosessualità. Il travestimento è un reato punibile. Il governo ha deportato i residenti stranieri travestiti e ha processato i propri cittadini.

### Censura di Internet
Il governo negli Emirati Arabi Uniti limita l'accesso a vari siti web e monitora chat room, messaggi istantanei e blog.
Ci sono state solo alcune segnalazioni di procedimenti penali e punizioni, ma molte persone su Internet hanno trovato censurate le loro conversazioni e identità digitali nelle chat room gay.
L'unico fornitore di servizi Internet del paese ha un server proxy che blocca qualsiasi sito web che vada contro i "valori morali" del paese. Tutti siti riguardanti il matrimonio egualitario, le questioni LGBT, la fede Baha'I, Israele o i siti relativi allo sblocco della censura risultano tutti inaccessibili. I rapporti suggeriscono addirittura che qualsiasi sito con la parola gay o sesso sia bloccato.

## Tabella riassuntiva
| Attività e relazioni sessuali legali                         | (carcere a vita, pena di morte, castrazione chimica o deportazione per gli stranieri) |
| Parità dell'età di consenso                                  | No                                                                                    |
| Leggi anti-discriminazione sul lavoro                        | No                                                                                    |
| Leggi anti-discriminazione nella fornitura di beni e servizi | No                                                                                    |
| Leggi anti-discriminazione in tutti gli altri settori        | No                                                                                    |
| Matrimonio egualitario                                       | No                                                                                    |
| Unione civile                                                | No                                                                                    |
| Adozione                                                     | No                                                                                    |
| Autorizzazione a prestare servizio nelle forze armate        | No                                                                                    |
| Diritto di cambiare legalmente sesso                         | / (solo per le persone intersessuali)                                                 |
| Surrogazione di maternità                                    | No                                                                                    |
| Permessa la donazione di sangue per le persone omosessuali   | No                                                                                    |